# Alaska Gold Kings
Die Alaska Gold Kings waren eine US-amerikanische Eishockeymannschaft in Fairbanks, Alaska. Das Team spielte von 1995 bis 1997 in der West Coast Hockey League.

## Geschichte
Der Verein wurde 1995 als Franchise der West Coast Hockey League gegründet. In dieser waren sie eines von sieben Gründungsmitgliedern. Mit einem vierten Platz in der regulären Saison erreichten sie in der Saison 1995/96 auf Anhieb die Playoffs um den Taylor Cup, in denen sie dem späteren Meister San Diego Gulls in der Best-of-Five-Serie mit 2:3 Siegen unterlagen. Die folgende Spielzeit beendete das Team aus Alaska auf dem sechsten und somit vorletzten Platz, weshalb die Playoffs verpasst wurden. Anschließend zogen die Verantwortlichen die Mannschaft aus dem Spielbetrieb der WCHL zurück und siedelten es 1998 nach Colorado Springs, Colorado, um, wo es in den folgenden Jahren unter dem Namen Colorado Gold Kings am Spielbetrieb der WCHL teilnahm.
Der Verein waren das am nördlichsten gelegene Franchise in der Geschichte des nordamerikanischen Profisports.

## Saisonstatistik
Abkürzungen: GP = Spiele, W = Siege, L = Niederlagen, T = Unentschieden, OTL = Niederlagen nach Overtime SOL = Niederlagen nach Shootout, Pts = Punkte, GF = Erzielte Tore, GA = Gegentore, PIM = Strafminuten<
| Saison  | GP | W  | L  | T | OTL | SOL | Pts | GF  | GA  | Platz    | Playoffs                       |
| 1995/96 | 58 | 23 | 25 | — | 10  | —   | 56  | 256 | 307 | 4., WCHL | Niederlage in der ersten Runde |
| 1996/97 | 64 | 13 | 47 | — | 4   | —   | 30  | 230 | 423 | 6., WCHL | nicht qualifiziert             |

## Team-Rekorde

### Karriererekorde
Spiele: 111  Shawn Ulrich
Tore: 64  Shawn Ulrich
Assists: 100  Shawn Ulrich
Punkte: 164  Shawn Ulrich
Strafminuten: 270  Bill McGuigan